# Тонкинский гульман
Тонкинский гульман (лат. Trachypithecus francoisi) — вид приматов из семейства мартышковых. Видовое латинское название дано в честь французского дипломата Огюста Франсуа (1857—1935).
Длина головы и тела самцов 55—64 см, самок 47—59 см, длина хвоста самцов 82—96 см, самок 74—89 см, вес самцов 6,5—7,2 кг, самок 5,5—5,9 кг, вес при рождении 0,45—0,50 кг. Имеет высокий и острый хохол чёрных волос на голове. Мех чёрный с белыми полосами от углов рта, по щекам к ушам. Любознательное и милое лицо имеет короткий рот, видны надбровные дуги, придающие выражение постоянного удивления. Не имеет защёчных мешков, зато имеется выпуклый живот, где медленно усваиваются продукты питания. Имеются седалищные мозоли. Руки и ноги очень тонкие с короткими пальцами. Хвост длинный, прямой, чёрный с белым кончиком. Большие пальцы хорошо развиты, противопоставленные. Передние конечности намного короче, чем задние с голыми руками и стопами, что позволяет легко схватывать ветки. Мех младенцев бледно-оранжевого цвета, лицо и конечности чёрные.
Этот вид встречается на юге Китая (провинции Чунцин, Гуанси, Гуйчжоу, Сычуань) и северо-востоке Вьетнама. Этот вид встречается в субтропических муссонных и влажных тропических и субтропических лесах в известняковых (карстовых) районах. Животные используют пещеры в этих областях в качестве укрытия от непогоды, и для убежища. Живут на высоте до 1500 метров над уровнем моря.
Trachypithecus francoisi в основном листоядные, остальной рацион состоит из побегов, плодов, цветов и коры. Древесный, дневной, активный и шумный вид. Группа состоит из 4—27 (как правило, около десятка) особей во главе с самками, которые разумно меняют иерархию между собой, особенно когда дело доходит до ухода за потомством. В группе всего один взрослый самец, который не участвует в уходе за потомством. После отлучения от молока, связь между матерью и детёнышем исчезает.
Беременность длится от 6 до 7 месяцев. Размер приплода, как правило, один. Малыш рождается полностью покрытый мехом и довольно активный. За 4—5 лет детёныши становятся половозрелыми, и обычно присоединяются к другой группе или формируют холостяцкие группы. Максимальная продолжительность жизни в неволе 26,3 лет.
Во Вьетнаме серьёзной угрозой для этого вида является охота, хотя некоторым популяциям угрозу представляет разработка карстовых холмов. На протяжении всего ареала в Китае популяции грозит потеря среды обитания из-за наступления сельского хозяйства и добычи дров. Вид внесён в Приложение II СИТЕС. Проживает во многих природоохранных территориях.